# Czadoman
Czadoman, właśc. Paweł Dudek (ur. 8 lutego 1986 w Opalewie) – polski piosenkarz wykonujący muzykę z pogranicza gatunków muzycznych disco polo i dance.

## Kariera zawodowa
Karierę zaczynał jako wokalista zespołu muzycznego Arena, który wykonywał muzykę rockową. Początkowo próbował rozpocząć solową karierę w nurcie muzyki pop-rockowej, ale przerwał ją spór twórcy z menedżerem.
Od 2013 występuje pod pseudonimem Czadoman, którym nawiązuje do nazw filmowych, amerykańskich superbohaterów, takich jak Superman czy Spider-Man. Wylansował hity takie jak „Ruda tańczy jak szalona”, „Chodź na kolana” czy „Bliźniaczki”, które osiągnęły kilkadziesiąt milionów odtworzeń w serwisie internetowym YouTube.
W ramach promocji wystąpił w programach TVN: Dzień dobry TVN (2014) i Kuba Wojewódzki (2015).
W 2015 podczas pierwszej edycji festiwalu muzycznego Polsat SuperHit Festiwal z teledyskiem do piosenki „Ruda tańczy jak szalona” zajął trzecie miejsce w kategorii Hity sieci, uwzględniającej klipy z największą liczbą odsłon na YouTube (wówczas było ponad 26 mln wyświetleń).
W latach 2017–2019 był jednym z jurorów programu Disco Star w Polo TV. W 2018 zagrał w noworocznym wydaniu teleturnieju Koło Fortuny. W 2019 uczestniczył w dziewiątej edycji programu rozrywkowego Polsatu Dancing with the Stars. Taniec z gwiazdami. W 2020 zwyciężył w finale trzynastej edycji programu rozrywkowego Twoja twarz brzmi znajomo w Polsacie, a później wystąpił w świątecznym odcinku programu.
Nagrał tytułową piosenkę do serialu TVP1 Remiza. Zawsze w akcji! (2021).

## Życie prywatne
Pochodzi z Opalewa, w województwie lubuskim. Żonaty z Mirosławą.